# Albert Kehr
Albert Kehr (* 20. September 1890 in Goldlauter; † 9. Mai 1979 in Suhl) ist ein deutscher Heimat- und Mundartdichter aus Thüringen.

## Leben
Albert Kehr wurde als ältestes von neun Geschwistern als Sohn von Friedrich Josef Kehr und Ernestine Franziska Kehr geboren. Albert Kehr war eigentlich Former in Suhl, widmete sich jedoch zunehmend dem Verfassen von Mundartgedichten.
Seit den 20er Jahren schrieb er Stücke für die Henneberger Heimatblätter und wurde Leiter der Theatergruppe des Arbeiter Turn- und Sportbundes.
Er verarbeitete besondere Ereignisse im Südthüringer Raum in seinen Gedichten, so nahm er die Bruchlandung eines Flugzeuges auf den Schopfewiesen bei Goldlauter 1934 zum Anlass für das Mundartgedicht De ohgebraant Krautsupp. Kehr verfasste zusammen mit Karl Müller den Text zum Lied Mein Goldlauter-Heidersbach, welches von Herbert Roth vertont wurde.
Albert Kehr verfasste im Laufe seines Lebens ca. 90 Gedichte, von denen die bekanntesten Gedichte und Liedtexte im Buch Goldlauter-Heidersbach – Ein Heimatbuch von Rudolf Heym veröffentlicht sind.
Seit Ende der 90er Jahre ist in Goldlauter-Heidersbach, (Suhl), die Albert-Kehr-Straße nach ihm benannt.

## Werk
- De ohgebraant Krautsupp, 1934 (Mundartgedicht über die Bruchlandung eines Flugzeuges auf den Schopfewiesen)
- Mein Goldlauter-Heidersbach (Text von Albert Kehr, Musik von Herbert Roth)
- De Broatwuaschtmuäs (Mundartgedicht über die Thüringer Rostbratwurst)
- De Miestschliede oder Schulze bestaunt den Goldlauterer Wintersport (Mundartgedicht über Thüringer Wintersport)
- Nu hüe miech oabe auf Louis (Mundartgedicht)
- Wie me e klaä Ziech es sauffe beibrängt (Mundartgedicht)
- Bemm Emil in de Henne (Mundartgedicht)
- En Kino muss de kuschi mach (Mundartgedicht über den Siegeszug der Kinos)
- Die verkracht Ehrensalve (Mundartgedicht)
- Des Heschgeweih (Mundartgedicht)
- Erinnerung o'n Wetteälle (Mundartgedicht)